# Самос (ном)
Са́мос (греч. Σάμος) — ном в Греции, в группе Северных Эгейских островов.
Состоит из островов Самос, Икария  и Фурни. Столица — Самос, на острове Самос